# Досије икс (11. сезона)
Једанаеста сезона серије Досије икс је емитована од 3. јануара до 21. марта 2018. године и броји 10 епизода.

## Опис
Главна постава се није мењала.

## Улоге

### Главне
- Дејвид Дуковни као Фокс Молдер
- Џилијан Андерсон као Дејна Скали
- Мич Пилеџи као Волтер Скинер (епизоде 1–2, 4–6, 10)

### Епизодне
- Анабет Гиш као Моника Рајес (епизоде 1, 10)

## Епизоде
| Бр. еп. (укупно) | Бр. еп. (у сезони) | Наслов                             | Редитељ      | Сценариста                   | Премијера         | Гледаност у САД-у (милиони) |
| --- | ------------------ | ---------------------------------- | ------------ | ---------------------------- | ----------------- | --------------------------- |
| 209 | 1                  | "Моја борба (3. део)"              | Крис Картер  | Крис Картер                  | 3. јануар 2018.   | 5,15                        |
| Скалијева је одведена у болницу након што је имала напад због привиђења из будућности у којој је био Вилијам, њен и нмолдеров син. Молдер креће да истражује и омашком укршта путеве са бившим члановима Синдиката господином Ј-ом и Ериком Прајс који имају задатак да колонизују космос. Волтера Скинера задржавају Моника Рајес и Пушач који нуди заштиту од надолазећег људско-туђинског рата. Скинер изгледа само занима да помогне Молдеру и Скалијевој у потрази за Вилијамом. Пушач открива да је он направио Вилијама тако што је спојио свој ДНК са ванземаљским и тиме оплодио Скалијеву. Појава Монике Рајес. |                    |                                    |              |                              |                   |                             |
| 210 | 2                  | "Ово"                              | Глен Морган  | Глен Морган                  | 10. јануар 2018.  | 3,95                        |
| Молдера и Скалијеву зове виртуална савест Ричарда Ленглија која је део симулације СДБ-а израђена да оживи кад дотична особа премине. Ленгли моли своје пријатеље да угасе програм јер су бића тамо постала дигитални робови, а њихове замисли су побране. Молдер открива да је Ерика Прајс одговорна за симулацију и користи је како би помогла свој дневни ред. Он даје Скалијевој неко време, а она успева да искључи послужитеље симулације које касније не може да пронађе екипа ФБИ-ја кад дође на истрагу. |                    |                                    |              |                              |                   |                             |
| 211 | 3                  | "Плус један"                       | Кевин Хукс   | Крис Картер                  | 17. јануар 2018.  | 3,95                        |
| Након неколико смрти код којих су жртве уходили њихови двојници, Молдер и Скали исражују близанце Паундстон чија телепатска игра Вешалице где користе имена људи испада смртоносна. |                    |                                    |              |                              |                   |                             |
| 212 | 4                  | "Изгубљена уметност зноја са чела" | Дарин Морган | Дарин Морган                 | 24. јануар 2018.  | 3,87                        |
| Проучавајући замисао о Менделином учинку у коме се већа скупина људи сећа упоредне прошлости, Молдер и Скалијева откривају како је и сам Досије икс можда настао. |                    |                                    |              |                              |                   |                             |
| 213 | 5                  | "Баук"                             | Џејмс Вонг   | Џејмс Вонг                   | 31. јануар 2018.  | 3,64                        |
| Две пубертетлијке нападају једна другу јер обе верују да је ова друга "Баук". Молдер и Скалијева откривају да их истрага води до њиховог давно изгубљеног сина Вилијама. |                    |                                    |              |                              |                   |                             |
| 214 | 6                  | "Маче"                             | Керол Бенкер | Гејб Ротер                   | 7. фебруар 2018.  | 3,74                        |
| Молдер и Скалијева путују у Мад Лик, градић у близини Кентакија, у потрази за Волтером Скинером који је нестао без трага. Они тамо затичу град на ивици хистерије након неколико сумњивих смрти, необјашњивих болести и гласина о чудовишту које вреба на периферији града. |                    |                                    |              |                              |                   |                             |
| 215 | 7                  | "Rm9sbG93ZXJz"                     | Глен Морган  | Шенон Хемблин и Кристин Клок | 28. фебруар 2018. | 3,32                        |
| Молдер и Скалијева вечереју у аутоматизованом суши ресторану. Кад се хардвер поквари, ствари крећу низбрдо и обоје бивају прогоњени од стране побуњених робота. Суочени са надмоћном и живом претећом силом, њима ускоро понестаје могућности. |                    |                                    |              |                              |                   |                             |
| 216 | 8                  | "Познати"                          | Холи Дејл    | Бенџамин Ван Ален            | 7. март 2018.     | 3,46                        |
| Након окрутног напада животиње на дечака у Конектикату, Молдер и Скалијева откривају да град има марчне тајне које имају везе са мрачним силама врачања. |                    |                                    |              |                              |                   |                             |
| 217 | 9                  | "Ништа није вечно"                 | Џејмс Вонг   | Карен Нилсен                 | 14. март 2018.    | 3,01                        |
| Човек бива отет и кад су му извађени органи, Молдер и Скали проналазе доказе који указују да је злочин обредно убиство. Истрага их одводи до секте под вођством Барбаре Бомонт, бивше телевизијске звезде и њеног пријатеља Рендолфа Лувениса. Секта користи органе жртава, а чланови их хируршки стављају како би могли да обрну поступак старења. |                    |                                    |              |                              |                   |                             |
| 218 | 10                 | "Моја борба (4. део)"              | Крис Картер  | Крис Картер                  | 21. март 2018.    | 3,43                        |
| Молдер и Скалијева настављају потрагу за својим давно изгубљеним сином Вилијамом док Пушач наваљује да открије тајну момка и његових моћи. |                    |                                    |              |                              |                   |                             |